# C.C. Kragh-Müller
Carl Christian Kragh-Müller (12. juni 1914 på Frederiksberg—5. november 1976 i København) var psykolog og professor i pædagogik ved RUC, og før det var han især kendt som leder af Bernadotteskolen i Hellerup 1951-1972.
C.C. Kragh-Müller tog lærereksamen fra Jonstrup Seminarium i 1936 og var det følgende år lærer på Københavns kommunes optagelseshjem for drenge, dernæst et år holdleder for de emigrerede spanske børn i Danmark. Fra 1938-1941 blev han assistent ved børneobservationshjemmet på Virginiavej. I 1941 lærer ved skolehjemmet Gl. Bakkehus, hvor han blev leder af observationsarbejdet fra 1945.
Sideløbende med sit pædagogiske arbejde studerede C.C. Kragh-Müller psykologi og blev cand.psych. i 1947.
Han var inspektør ved Københavns Kommunes Heldagsskole for Drenge 1948-1951, inden han blev leder af Bernadotteskolen i 1951. Den var grundlagt tre år tidligere, i 1948. I 1953 oprettede han elevråd på skolen, hvorved Bernadotteskolen blev en af de første børneskoler i Danmark, der fik et sådan. I 1969 redigerede han jubilæumsbogen »En skole bliver til – Bernadotteskolen – de første 20 år«. Han forlod Bernadotteskolen i 1972 for at overtage et professorat i anvendt pædagogik på Roskilde Universitetscenter, men allerede fire år senere døde han i en alder af kun 62 år.
C.C. Kragh-Müller fik tildelt PH-prisen i 1968.

## Bøger
De kendteste af C.C. Kragh-Müllers bøger er: 
- Opdragelsesproblemer (1948 og 1949)
- Børnepsykologi (1961)
- I morgen er for sent (1963)
- Pædagogisk kritik (1970)
- Skal vi også grave grøfter på mandag? (1971).